# Рату (титул)
Рату (фидж. raatuu) — титул, даваемый фиджийцам мужского пола знатного или вождеского происхождения. Женский эквивалент — Ади. На малайском языке это слово также является обращением к правителю — королю или королеве (например, рату Елизавета II).

## Этимология
Приставка ra в фиджийском языке используется для образования разнообразнейших титулов: Рамаси, Расау, Равуниса, Рамало, а корень tu обозначает вождь. Эквивалент титула рату в европейской культуре — сэр.
Фиджийская знать состоит из семидесяти вождей, каждый из которых происходит из семьи, которая традиционно управляла определенной областью. Вожди имеют разный ранг, причем некоторые вожди традиционно подчиняются другим вождям. Во время колониального правления (1874—1970) британцы сохранили традиционную структуру управления Фиджи и дополнили ее. Они создали Великий совет вождей, первоначально консультативный орган, но с годами он превратился в конституционный институт, существующий до настоящего времени.